# ロバート・キャロル
ロバート・トッド・キャロル（Robert Todd Carroll、1945年5月18日 - 2016年8月25日）は、アメリカ合衆国の作家。元哲学講師。ウェブサイト「Skeptic's Dictionary」の設立者として知られている。

## 概略
1974年、カリフォルニア大学サンディエゴ校にてPh.D.取得。論文のテーマはen:Edward Stillingfleetの宗教哲学。博士課程指導教官はen:Richard Popkinで、ピュロン（古代の否定的ドグマ主義者）の影響を受けている人物である。
1977年から2007年までカリフォルニア州のコミュニティ・カレッジ（2年制大学）のサクラメント・シティー・カレッジで哲学科の常勤講師を務めていた。1994年にサイトSkeptic's Dictionaryを設立し、2007年には月に100万人以上が訪れるまでのサイトに成長した。
2010年にはサイコップのフェローに選出された。
無神論者。趣味はゴルフ、旅。関心があるものにケルト音楽。

## 略歴
- 1945年 誕生。
- 1974年 カリフォルニア大学サンディエゴ校でPh.D.取得。
- 1977年 サクラメント・シティー・カレッジの哲学科講師。
- 1994年 ウェブサイト Skeptic's Dictionary を設立。
- 2003年 John Wiley & Sons社 より、Skeptic's Dictionary のコンテンツが書籍として出版された。
- 2007年 サクラメント・シティー・カレッジの哲学科講師職を退職。

以上の経歴はの情報をもとに作成。

## 出版物
- (1974年) The Common-sense Philosophy of Religion of Bishop Edward Stillingfleet 1635-1699 ISBN 90-247-1647-0. (1974 doctoral dissertation, under the direction of Richard Popkin, University of California at San Diego).
- (2000年) Becoming a Critical Thinker — A Guide for the New Millennium 2nd ed. ISBN 0-536-85934-5.
- (2003年) The Skeptic's Dictionary: A Collection of Strange Beliefs, Amusing Deceptions, and Dangerous Delusions, John Wiley & Sons, ISBN 0-471-27242-6.
  - 上記の日本語翻訳本『懐疑論者の事典』上・下（楽工社 2008.10）ISBN 978-4-903063-12-6 / ISBN 978-4-903063-13-3

日本語版編集委員：小内亨、菊池聡、菊池誠、高橋昌一郎、皆神龍太郎
訳者：小久保温、高橋信夫、長澤裕、福岡洋一